# Николај Поликарпов
Николај Николајевич Поликарпов (рус. Никола́й Никола́евич Полика́рпов; Ливенско, 8. јул 1892 — Москва, 30. јул 1944) је био совјетски конструктор авиона. Имао је надимак „краљ ловаца“, јер је конструисао више борбених авиона: двокрилни авион Поликарпов И-15 и једнокрилни И–16 тридесетих година 20. века. Учествовао у изведби лета Сикорског С 22 1916. године, под његовим вођством произведен је и први ловачки авион Григорович И–1, извиђачки авион П–1, борбени авион И–3 1927, извиђачки П–5 1928. и лаки школски авион У–2, који је након његове смрти преименован у По–2.

## Биографија

### Детињство и младост
Николај Поликарпов је рођен 8. јула 1892, у селу Свети Ђорђе, Ливенско, Орловска област, као син сеоског свештеника. Образовање је започео у Ливенској богословској школи, затим наставио као питомац Орловске Богословије. Међутим, Поликарпов ванредно полаже испите у гимназији 1911. и одлази на Политехнички факултет у Санкт Петербург. 1914. године, фасциниран и заинтересован ваздухопловством почео је да похађа ваздухопловне курсеве (аеродинамика) на Институту за бродоградњу. Године 1916, након што је одбранио свој дипломски рад, добија посао у пројектном бироу РБВЗ (рус. Русско-Балтийского вагонного завода — РБВЗ) где је до 1918 под руководством истакнутих руских конструктора као што је Игор Сикорски радио као шеф производње и учествовао у изградњи авиона „Иља Муромец“.

### Револуција и робија
После револуције, Сикорски наговара Поликарпова да побегне и да се склони из Русије, али је он одлучио да остане. У том периоду под његовим руководством, од марта 1918. до октобра 1929. је пројектовано, произведено и уведено у серијску производњу десет типова авиона, укључујући чувени У–2. 1929. године је био први талас хапшења „непријатеља народа“. Званично је оптужен за „контрареволуционарну саботажу у ваздухопловној индустрији“. Октобра 1929. је затворен и осуђен на смрт стрељањем.
Након две године чекања на извршење казне, 1931. године премештен је у ЦКБ-39, тајни совјетски истраживачки и развојни радни логор у строго контролисаном затвору Бутирка у Москви. 18. марта исте године му је казна промењена на десет година принудног рада, док је касније накнадно смањена, па је у јулу 1931. амнестиран заједно са још неколицином оптужених. Пре хапшења није се ни на који начин могло замислити да се могу окупити такви стручњаци на једном месту. У радном логору је радио заједно са Дмитријем Григоровичем, Косткиним, Надашкевичом и Мајорановим. Ова дружина истакнутих инжењера је успешно конструисала двокрилац И–5 који је уведен у ваздухопловство Црвене армије. Јуна 1931, по завршетку тест летова и демонстративних летова пилота Чкалова пред Стаљином и Ворошиловим, Поликарпов је добио помиловање, а коначно је рехабилитован 1. септембра 1956. године.

### Поликарпов у совјетској Русији
У периоду од 1931. до смрти 1944. Поликарпов је конструисао десет типови авиона, углавном војно борбених. Најзначајнији су ловци И–15, И–153 и И–16, авион И–180 и И–185. У мају 1931. Поред бораца И–15 и И–16 под његовим вођством је 1939. направен ловац јуришник И–153 „Чајка“. Који се води као један од најбољих совјетских борбених авион у предратном периоду. Између 1938. и 1944. под његовим руководством направљени су експериментални авиони И–180 И–185 и други. 15. децембра 1938. је при првом лету у авиону И–180 погинуо пилот Чкалов. Треба напоменути да је уз Поликарпова радио велики број талентованих инжењера, укључујући и Таирова. 1943. постигао је велики академски успех тако што је постављен за предавача Московског Института Авијације (МАИ). Последњи борбени авион Поликарпова је био И–185, који је уведен у серијску производњу 1943. године. Тада је био најсупериорнији у конкуренцији свих совјетских борбених авиона. По перформансама и летним способностима једино су му били блиски Лавочкин Ла–7 и Јаковљев Јак-3, али су они уведени у производњу 1944. Поликарпов је умро од рака желуца. Сахрањен је на гробљу Новодевичје у Москви.